# Incydent (serial telewizyjny)
Incydent (ang. The Slap) – amerykański miniserial telewizyjny, emitowany od 12 lutego 2015 roku do 2 kwietnia 2015 roku przez telewizję NBC. Jest adaptacją australijskiego miniserialu The Slap z 2011 roku, opartego na powieści Klaps autorstwa Christosa Tsiolkasa z 2008 roku. NBC zakończyła produkcję Incydentu po jednej serii. W Polsce serial emitowany był od 1 lipca 2015 do 19 sierpnia 2015 roku przez Canal+ Seriale.

## Fabuła
Fabuła serialu dzieje się na przedmieściach Willa, gdzie kilka osób spotyka się przy grillu z okazji urodzin Hectora. Jeden z gości uderza w twarz cudze dziecko. To wydarzenie wpływa na życie uczestników przyjęcia.

## Obsada

### Główna
- Peter Sarsgaard jako Hector[4]
- Uma Thurman jako Anouk[5]
- Zachary Quinto jako Harry[6]
- Melissa George jako Rosie[7]
- Thandie Newton jako Aisha, żona Hectora, lekarka[7]
- Thomas Sadoski jako Gary
- Brian Cox jako Manolis[6]
- Dylan Schombing jako Hugo
- Lucas Hedges jako Ritchie[8]
- Makenzie Leigh jako Connie, opiekunka i kochanka Hectora[9]
- Maria Tucci jako Koula
- Marin Ireland jako Sandi

### Drugoplanowe
- Penn Badgley jako Jaime[10]
- Michael Nouri jako Thanasis Korkoulis, prawnik[11]

## Odcinki
| Seria | Seria | Odcinki | Oryginalna emisja NBC | Oryginalna emisja NBC | Oryginalna emisja Canal+ Seriale | Oryginalna emisja Canal+ Seriale | Oryginalna emisja Canal+ Seriale |
| Seria | Seria | Odcinki | Premiera serii        | Finał serii           | Premiera serii                   | Finał serii                      |                                  |
| ----- | ----- | ------- | --------------------- | --------------------- | -------------------------------- | -------------------------------- | -------------------------------- |
|       | 1     | 8       | 12 lutego 2015        | 2 kwietnia 2015       | 1 lipca 2015                     | 19 sierpnia 2015                 |                                  |

| # | Tytuł   | Reżyseria       | Scenariusz      | Premiera NBC    | Premiera Canal+ Seriale |
| - | ------- | --------------- | --------------- | --------------- | ----------------------- |
| 1 | Hector  | Lisa Cholodenko | Jon Robin Baitz | 12 lutego 2015  | 1 lipca 2015            |
| 2 | Harry   | Ken Olin        | Jon Robin Baitz | 19 lutego 2015  | 8 lipca 2015            |
| 3 | Anouk   | Michael Morris  | Jon Robin Baitz | 26 lutego 2015  | 15 lipca 2015           |
| 4 | Manolis | Michael Morris  | Jon Robin Baitz | 5 marca 2015    | 22 lipca 2015           |
| 5 | Connie  | Michael Morris  | Jon Robin Baitz | 12 marca 2015   | 29 lipca 2015           |
| 6 | Aisha   | Michael Morris  | Jon Robin Baitz | 19 marca 2015   | 5 sierpnia 2015         |
| 7 | Rosa    | Michael Morris  | Jon Robin Baitz | 26 marca 2015   | 12 sierpnia 2015        |
| 8 | Richie  | Ken Olin        | Jon Robin Baitz | 2 kwietnia 2015 | 19 sierpnia 2015        |